# Casino (film)
Pour les articles homonymes, voir Casino.
Pour plus de détails, voir Fiche technique et Distribution.
Casino est un film franco-américain réalisé par Martin Scorsese et sorti en 1995. L'histoire s'inspire de l'ouvrage Casino : amour et honneur à Las Vegas de Nicholas Pileggi, qui a cosigné le scénario avec le réalisateur. Les deux rôles masculins principaux sont interprétés par Robert De Niro et Joe Pesci (qui jouaient déjà ensemble et sous la direction de Scorsese dans Les Affranchis et Raging Bull), accompagnés de Sharon Stone qui a reçu pour son rôle le Golden Globe de la meilleure actrice dans un film dramatique en 1996.
Le film suit Sam « Ace » Rothstein (Robert De Niro) qui est envoyé à Las Vegas par la pègre de Chicago pour diriger l'hôtel-casino Tangiers financé en sous-main par le puissant syndicat des camionneurs et qui sert de paravent à la mafia. Il a un contrôle absolu de toutes les affaires courantes, et gère d'une main de fer cette « terre promise », alors que l'argent coule à flots. Le Tangiers est l'un des casinos les plus prospères de la ville et Ace est devenu le grand manitou de Vegas, secondé par son ami d'enfance, Nicky Santoro (Joe Pesci). Mais celui-ci va peu à peu prendre ses distances pour s'engager dans un chemin plus sombre et criminel. Impitoyable avec les tricheurs, et obsédé par la maîtrise de tous les événements, Rothstein se laisse pourtant séduire par une prostituée, Ginger McKenna (Sharon Stone), virtuose de l'arnaque et d'une insolente beauté.
Casino est le seizième long métrage de Martin Scorsese et marque la huitième collaboration avec Robert De Niro.

## Synopsis
En 1982, Sam « Ace » Rothstein monte dans sa voiture avant que celle-ci explose. Ce bookmaker très réputé dans le milieu avait été envoyé à Las Vegas au début des années 1970 par la mafia de Chicago pour diriger l'hôtel-casino Tangiers financé en sous-main par le puissant syndicat des camionneurs et qui sert de paravent à la mafia. Il était accompagné par son ami d'enfance Nicky Santoro et sa femme Ginger, prostituée célèbre. Mais ces protagonistes qui avaient la très grande réussite ont tout fait déraper par la suite.
Dix ans plus tôt au début des années 1970, Sam vient d'être propulsé patron du Tangiers. Du point de vue officiel, le casino a été confié par le président du syndicat des camionneurs à l'escroc Philip Green, qui sert de couverture, tandis que Sam devient le gestionnaire non officiel (bien qu'il n'ait pas de licence). Il a désormais un contrôle absolu de toutes les affaires courantes, et gère d'une main de fer cette « terre promise », tandis que l'argent coule à flots. Une partie des recettes est détournée pour la mafia. Sam s'est fait une réputation, auparavant, comme bookmaker fiable qui cherche toutes les informations possibles sur un pari à effectuer. La mafia est satisfaite de son travail qui permet de gagner de l'argent, et charge le violent Nicky Santoro de veiller sur lui. Mais rapidement, Sam constate que son ami Nicky a tendance à des excès de zèle dans son « travail ». Depuis sa prise de fonctions au casino, Sam a mis en place un nouveau système de fonctionnement avec des innovations, qui permet rapidement au casino de doubler son chiffre d'affaires, grâce à la mise en place des paris sportifs à l'intérieur, tout en faisant attention à ses clients. S'il offre des services aux politiciens, il trouve un moyen pour inciter certains clients à jouer plus, comme l'homme d'affaires japonais Ichikawa.
Un jour, il rencontre la prostituée réputée Ginger McKenna dont il tombe instantanément amoureux et qu'il commence à fréquenter. D'une beauté insolente, elle est une virtuose de l'arnaque et arrose tout le monde pour continuer son affaire. Mais elle continue de fréquenter son ancien souteneur, Lester Diamond, un petit escroc sans envergure que Sam ne peut supporter. Quant à Nicky, il est envoyé à Las Vegas par la mafia pour assurer la protection de Sam et ainsi sécuriser les profits du casino. La présence sur place de son ami inquiète cependant Sam, qui connaît bien son goût pour la violence et le racket. Les deux hommes chassent les tricheurs du casino. Par la suite, une fois que tout est sous contrôle, Sam épouse Ginger après lui avoir fait un enfant. Bien qu'elle soit heureuse avec lui, elle n'est pas amoureuse de lui. Le soir de son mariage, elle est rassurée par Lester au téléphone lui disant qu'elle a véritablement sa place à Las Vegas. Bien que Sam lui demande de tourner définitivement la page avec Lester, elle peine à couper ses liens. Sam décide de prouver sa sincérité à Ginger en lui confiant une police d'assurance qu'elle place dans un coffre à son nom en cas d'ennui avec la police.
Nicky commence à racketter les joueurs, ce qui inquiète Sam qui cherche à protéger la réputation du casino, quitte à virer un des hommes de Nicky, irrespectueux. Cependant, Sam continue les innovations en faisant venir un spectacle d'Europe et chasse les bookmakers de la ville pour les mettre dans son casino, ce qui augmente encore plus les recettes. Alors que Sam travaille encore plus, Ginger profite pleinement de sa vie à Las Vegas. Mais entre les innovations du Tangiers et la violence générée par Nicky, le risque d'attirer l'attention des autorités est grandissant. En effet, Nicky est bientôt interdit de casino à la suite d'une montée de violence de sa part. Malgré cela, Nicky monte son affaire de racket et de vols à Las Vegas avec son équipe et met en place un système de blanchiment d'argent. À la suite de la mort de deux de ses membres, la mafia charge Nicky de punir les responsables, ce qu'il fera. Nicky devient officiellement le chef du crime organisé de Las Vegas.
Mais un jour, Sam vire un employé chargé des machines à sous pour incompétence et faute grave. Cet employé n'est autre que le beau-frère du chef de la police qui menace alors d'ouvrir une enquête contre Sam s'il ne le réintègre pas rapidement au casino. Pour ne rien arranger, quand il apprend que Ginger a besoin d'argent pour payer Lester, il le fait agresser dans la rue sous les yeux de sa femme en pensant qu'il l'extorque. Ginger, choquée par cet évènement, bascule progressivement dans l'alcoolisme et se méfie désormais de Sam. De son côté, la mafia, inquiète de la baisse de recette, charge Piscano de mener l'enquête pour voir qui vole l'argent au casino. Pourtant ce dernier décide de tenir des comptes en guise de protestation, ce qui provoquera de gros ennuis judiciaires par la suite. Pire, le président du casino Philip Green perd son procès contre son associée (dont tout le monde ignorait l'existence) et doit montrer les comptes afin d'avoir sa part. Bien que Nicky soit envoyé pour tuer l'associée, Philip, censé être la couverture, attire l'attention des autorités qui ouvrent une enquête, bien que Sam ait essayé de prouver à l'opinion publique que tout est en règle. Ainsi, la presse et la police s'intéressent aux liens entre Sam et les activités de Nicky.
Dans cette situation, Nicky prend définitivement ses distances avec Sam et assied encore plus son autorité dans le milieu du crime. Cela attire davantage encore l'attention des autorités qui ne peuvent rien faire faute de preuves, ce qui inquiète la mafia, ainsi que Sam qui est exposé encore plus malgré lui, alors qu'il cherche à avoir sa licence. En effet, Nicky est désormais placé sous surveillance par le FBI. Malheureusement pour eux, Piscano, chargé d'aller récupérer l'argent à Las Vegas pour la mafia, est mis sur écoute par les fédéraux et ses coups de gueule durant lesquels il dit tout ce qu'il pense sur ses patrons et les combines avec les casinos sont entendus. En 1980, Sam est indigné de voir sa demande de licence rejetée sans qu'elle soit examinée et crie à l'injustice, s'en prenant au sénateur président de la commission qui est un des fidèles clients du casino. Sam devient animateur de télévision contre l'avis de la mafia qui souhaite qu'il se fasse oublier. Sam organise un rendez-vous avec Nicky dans le désert pour lui demander de se calmer, ce qui le fâche. Sam s'éloigne de son ami. Vexé, Nicky met du désordre sur une table de jeu du Tangiers et Sam l'invite à partir. Malheureusement pour lui, Ginger, alcoolique et droguée, divorce, obtient la garde de leur fille et retourne auprès de Lester.
Sam, inquiet pour sa fille, est soutenu par son ami Nicky et fait revenir Ginger auprès de lui. Mais Sam comprend que Ginger, complètement droguée, veut son argent. Bien qu'ils se disputent, Sam veut qu'elle reste pour leur fille, mais il va la surveiller. Ginger se confie à Nicky avec qui elle couche. Mais cette relation n'est pas saine et mauvaise pour les affaires, car Nicky et son équipe, défoncés à la cocaïne, se mettent à dérailler, s'en prennent aux policiers après une bavure de leur part, et font moins de recettes dans leurs crimes, ce qui inquiète la mafia, surtout sur la relation adultère de Nicky avec Ginger. Un soir, après qu'il a trouvé sa fille attachée au lit par sa mère, Sam rejoint Ginger au restaurant de Nicky et se dispute avec elle. Elle revient auprès de Nicky pour lui demander de tuer son ami. Mais en guise de réponse, Nicky la frappe et la jette dehors.
Le lendemain matin, elle revient très énervée chez Sam, mais celui-ci refuse de la faire rentrer. La police intervient et oblige Sam à laisser Ginger rentrer récupérer ses affaires. Mais elle en profite pour subtiliser la clé et filer à la banque afin d'empocher la police d'assurance de Sam d'une valeur de 2 millions, toujours sous la protection des policiers. Sam, découvrant qu'elle est partie avec la clé, fonce à la banque pour l'intercepter. Mais à la sortie de la banque, elle lui échappe de justesse et est finalement arrêtée par le FBI qui l'avait pistée toute la matinée. Bien qu'elle ne dise rien, les fédéraux ont assez d'éléments pour faire tomber tout le monde.
Ainsi, les fédéraux se lancent dans une série d'arrestations. Nicky a pris la fuite, tandis que son équipe est arrêtée dans son restaurant. Le casino est perquisitionné, Philip Green avoue qu'il a bien servi de couverture. Pendant ce temps-là, grâce aux écoutes de Piscano, les autorités perquisitionnent chez lui en sa présence et mettent la main sur son livre de comptes, provoquant une crise cardiaque qui lui est fatale. Les chefs de la mafia sont tous arrêtés, mais font faire le ménage avec une série de meurtres. Ginger est retrouvée morte à Los Angeles après avoir fait une overdose. Quant à Sam, il frôle la mort dans l'explosion de sa voiture (vue en ouverture du film), sauvé par une plaque en métal sous son siège lui permettant de sortir de la voiture. Il soupçonne Nicky d'être l'instigateur de l'attentat. Des mois plus tard, Nicky organise une réunion dans un champ de l'Illinois avec son équipe tout juste libérée dans la campagne, mais il est trahi par ses hommes qui le battent à mort avec son frère à coups de battes avant de les enterrer tous deux.
Dans les années suivantes, le syndicat des camionneurs étant mis hors service, le Tangiers et les vieux casinos sont démolis et les grandes compagnies rachètent tous les casinos, changeant le visage de la ville. Sam ne se reconnaît plus dans ce nouveau Las Vegas et, désormais installé à San Diego, il redevient simple bookmaker, reprenant « ses vieilles habitudes », unique survivant de toute la menée.

## Fiche technique
- Titre original et français : Casino
- Réalisation : Martin Scorsese
- Scénario : Martin Scorsese et Nicholas Pileggi, d'après l'ouvrage Casino : amour et honneur à Las Vegas de ce dernier
- Musique : Jean-Sébastien Bach, Otis Redding, Keith Richards, Mick Jagger, Georges Delerue, María Grever, Devo, The Animals
- Photographie : Robert Richardson
- Montage : Thelma Schoonmaker
- Direction artistique : Dante Ferretti
- Décors : Rick Simpson
- Production : Barbara De Fina (en) et Joseph P. Reidy
- Sociétés de production : Universal Pictures, Syalis DA, Légende Entreprises et De Fina-Cappa
- Sociétés de distribution : Universal Pictures (États-Unis), United International Pictures (France)
- Budget : entre 40 et 50 millions $[1]
- Pays de production :  États-Unis,  France
- Langue originale : anglais
- Format : couleur — 35 mm — 2,35:1 — son DTS
- Genre : drame, gangsters
- Durée : 178 minutes
- Dates de sortie[2] :
  - États-Unis : 22 novembre 1995
  - France, Belgique : 13 mars 1996
- Classification :
  - France : interdit aux moins de 12 ans lors de sa sortie

## Distribution
- Robert De Niro (VF : Jacques Frantz) : Sam « Ace » Rothstein
- Sharon Stone (VF : Béatrice Agenin) : Ginger McKenna/Rothstein
- Joe Pesci (VF : Michel Mella) : Nicky Santoro
- James Woods (VF : Joël Zaffarano) : Lester Diamond
- Don Rickles (VF : André Chaumeau) : Billy Sherbert
- Alan King (VF : Henri Lambert) : Andy Stone
- Kevin Pollak (VF : José Luccioni) : Phillip Green
- Pasquale Cajano (VF : Jacques Charby) : Remo Gaggi
- L. Q. Jones (VF : Jacques Richard) : Pat Webb
- Dick Smothers (en) : le sénateur
- Frank Vincent (VF : Roger Dumas) : Frank Marino
- Richard Riehle (VF : André Valmy) : Charlie Clark
- John Bloom (en) : Don Ward
- Joseph Rigano (VF : Sébastien Bihi) : Vincent Borelli
- Paul Herman : le parieur dans la cabine téléphonique
- Catherine Scorsese (en) : Mme Piscano
- Nobu Matsuhisa : Ichikawa
- Philip Suriano (en) (VF : Sylvain Lemarié) : Dominick Santoro
- Erika von Tagen (VF : Kelly Marot) : Amy Rothstein, la fille de Sam et Ginger
- Melissa Prophet (it) (VF : Isabelle Leprince) : Jennifer Santoro
- Frankie Avalon : lui-même
- Jerry Vale : lui-même
- Oscar Goodman : lui-même
- Steve Allen : lui-même (caméo)
- Jayne Meadows : elle-même (caméo)
- Alfonso Gomez-Rejon : un tireur au fusil à pompe (non crédité)
- Steve Schirripa : un homme dans un bar (non crédité)
- Dick Warlock : un agent de sécurité (non crédité)

Sources et légende : Version Française (VF) sur RS Doublage et AlloDoublage

## Production

### Genèse du projet
À la suite de l'échec de son film précédent, Le Temps de l'innocence, sorti en 1993, Scorsese réunit les ingrédients qui avaient fait son succès dans Les Affranchis sorti en 1990. Casino marque la huitième collaboration entre Scorsese et son acteur fétiche Robert De Niro. À noter que Joe Pesci jouait déjà aux côtés de De Niro dans Les Affranchis, dont le scénario était également basé sur un ouvrage de Nicholas Pileggi. Cette similitude dans la distribution et l'équipe, ainsi que de nombreuses thématiques communes aux deux films – univers mafieux, ascension et chute du héros, infidélité et trahison, avec la voix-off qui commente l'action – ont mené certains critiques ou spectateurs à envisager Casino comme une simple suite, voire une copie, des Affranchis.

### Une histoire vraie
Le film s'appuie sur l'histoire réelle de Frank Rosenthal, qui dirigeait plusieurs casinos à Las Vegas, le Stardust, le Fremont, le Marina et l'Hacienda (aujourd'hui le Mandalay Bay) pour le compte de la mafia de Chicago dans les années 1970 et au début des années 1980, ainsi que d'Anthony Spilotro dit « Tony la fourmi », gangster envoyé par Joey Aiuppa (le boss de l'Outfit de Chicago) pour protéger Rosenthal. Tout comme dans le film, à la suite de ses nombreux dérapages, Spilotro fut battu à coups de batte de baseball et enterré vivant avec son frère lors d'une réunion entre mafieux dans un champ de maïs de l'Indiana en 1986. La police de Chicago soupçonna Joey Aiuppa d'en être le commanditaire, mais faute de preuves suffisantes, il ne sera pas inculpé. Le 4 octobre 1982, Rosenthal est victime d'une attaque à la voiture piégée, dont il sortira indemne. Il fut mis sur la liste noire des joueurs interdits d'accès dans les casinos du Nevada en novembre 1988. Il prit sa retraite en Californie puis en Floride. Le rôle de Ichikawa est basé sur la vie du casse-cou japonais Akio Kashiwagi (en). Très célèbre dans le monde du jeu dans les années 1970, il avait dilapidé tous ses crédits à la fin des années 1980, devant des millions de dollars à plusieurs dirigeants de casinos. Il fut assassiné par la mafia japonaise en 1992 à Tokyo.

### Tournage
Le tournage a lieu du 14 septembre 1994 au 25 janvier 1995.
Scorsese choisit de tourner dans un casino plutôt que dans un studio, cherchant absolument le réalisme. Le casino Tangiers évoque en fait le Stardust. Mais les prises de vues eurent lieu au Riviera de Las Vegas pendant un mois, de nuit, entre 1 et 4 heures du matin.

### Attribution des rôles
Casino marque la huitième et dernière collaboration entre Scorsese et son acteur fétiche Robert de Niro avant une trêve d'une vingtaine d'années. Leur rencontre cinématographique remonte à 1973, année de Mean Streets. Ils ont ensuite tourné ensemble Taxi Driver (1976), New York, New York (1977), Raging Bull (1980), La Valse des pantins (1982), Les Affranchis (1990) et le remake Les Nerfs à vif (1992). Ils se retrouveront à la fin des années 2010 pour The Irishman (2019) et Killers of the Flower Moon (2023).
L'avocat de Sam dans le film, Oscar Goodman, surnommé le porte-parole de la pègre, et par la suite maire de Las Vegas (1999), fait une apparition symbolique dans le film dans son propre rôle.
Pour le rôle de Ginger, plusieurs actrices furent envisagées avant Sharon Stone, à savoir Nicole Kidman, Kim Basinger, Melanie Griffith, Traci Lords et Madonna.
Comme dans d'autres films de Martin Scorsese, la mère du réalisateur, Catherine Scorsese, fait une apparition dans Casino. Elle joue ici la mère de Piscano, le bras droit de Nicky.
Don Rickles qui joue le directeur du casino Billy Sherbert a vraiment connu Sam « Ace » Rothstein en participant à un de ses shows télé The Frank Rosenthal Show en 1977.
Au niveau des costumes, Robert de Niro porte 70 costumes différents durant le film et Sharon Stone 40 robes différentes pour un budget total d'un million de dollars. À la fin du tournage, les comédiens ont été autorisés à les garder.

### Montage
Comme sur la plupart des films de Martin Scorsese, et contrairement à ce qui se passe en général sur les films américains de l'époque, le montage ne débute qu'une fois le tournage terminé.
Selon le réalisateur « c'est un film qui a une histoire mais pas d'intrigue », c'est pourquoi il a été difficile à monter, l'histoire suivant une logique d'épisodes. 45 minutes du film sont coupées, que la monteuse trouve néanmoins « vraiment merveilleuses » mais ces coupes sont jugées indispensables pour que le film puisse fonctionner. La structure du film est difficile à trouver. L'idée de la corruption à Las Vegas devait à l'origine intervenir beaucoup plus tard : la séquence où on voit un des employés du casino entrer dans la salle des comptes et mettre de l'argent dans une valise ne devait apparaître qu'au bout d'une heure de film, mais elle est déplacée dans le début, afin qu'on sente la corruption pendant la suite du récit, « en arrière-plan ».
Il s'agit du premier film sur lequel Martin Scorsese et sa monteuse Thelma Schoonmaker travaillent en montage non linéaire. Grâce à ce système, il leur est possible de faire plusieurs montages d'une scène sans avoir à défaire ce qui a été fait, à l'inverse du montage directement sur pellicule. Par ailleurs, cette technique permet aussi de voir les fondus sans attendre, comme précédemment, qu'ils soient produits par le laboratoire. Ceci les aide à placer des fondus enchaînés dans les mouvements de caméras qu'ils jugent trop longs, pour les raccourcir (en particulier des travellings). Sous l'influence de la Nouvelle Vague, ils étaient jusqu'alors hostiles au fondu, notamment dans son utilisation classique (pour figurer le passage du temps). Le premier essai est tenté dans la scène où le personnage incarné par Robert De Niro regarde des joueurs japonais. Un fondu est fait au milieu du travelling avant sur lui permettant à la fumée de sa cigarette qui sort de sa bouche d'arriver sur le fondu. Jugeant cet effet réussi, le réalisateur et sa monteuse le répètent dans le film afin d'en faire une figure de style.

## Musique

### Disque 1
1. Contempt – Thème de Camille de Georges Delerue
2. Angelina/Zooma, Zooma Medley de Louis Prima
3. Hoochie Coochie Man de Muddy Waters
4. I'll Take You There de The Staple Singers
5. Nights in White Satin de The Moody Blues
6. How High the Moon de Les Paul & Mary Ford
7. Hurt de Timi Yuro
8. Ain't Got No Home de Clarence 'Frogman' Henry
9. Without You de Nilsson
10. Love Is the Drug de Roxy Music
11. I'm Sorry de Brenda Lee
12. Go Your Own Way de Fleetwood Mac
13. The Thrill Is Gone de B. B. King
14. Love Is Strange de Mickey & Sylvia
15. The 'In' Crowd de Ramsey Lewis
16. Stardust de Hoagy Carmichael

### Disque 2
1. Walk on the Wild Side de Jimmy Smith
2. Fa-Fa-Fa-Fa-Fa (Sad Song) d'Otis Redding
3. I Ain't Superstitious de Jeff Beck Group
4. The Glory of Love de The Velvetones (en)
5. (I Can't Get No) Satisfaction de Devo
6. What a Diff'rence a Day Made de Dinah Washington
7. Working in the Coal Mine de Lee Dorsey
8. The House of the Rising Sun de The Animals
9. Those Were the Days de Cream
10. Who Can I Turn To (When Nobody Needs Me) de Tony Bennett
11. Slippin' and Slidin' de Little Richard
12. You're Nobody Till Somebody Loves You de Dean Martin
13. Compared to What (Live) de Les McCann & Eddie Harris
14. Basin Street Blues/When It's Sleepy Time Down South de Louis Prima
15. Passion selon saint Matthieu (Wir setzen uns mit Tränen nieder) de Jean-Sébastien Bach (Orchestre symphonique de Chicago, dirigé par Sir Georg Solti)

## Sortie et accueil

### Box-office
Casino remporte un succès commercial, engrangeant 116 112 375 $ de recettes mondiales, dont 42 512 375 $ aux États-Unis, pour un budget de production estimé entre 40 et 50 millions $.
Le film totalise 1 657 908 entrées en France et 530 204 entrées en Allemagne.

## Distinctions
Source : Internet Movie Database : 
Golden Globes 1996 :
- Golden Globe de la meilleure actrice dans un film dramatique pour Sharon Stone
- Nomination au Golden Globe du meilleur réalisateur pour Martin Scorsese

Oscars 1996 :
- Nomination à l'Oscar de la meilleure actrice pour Sharon Stone

American Cinema Editors 1996 :
- Nomination au Eddie Award du meilleur montage pour Thelma Schoonmaker

MTV Movie Awards 1996 :
- Nomination au MTV Movie Award de la meilleure actrice pour Sharon Stone
- Nomination au MTV Movie Award du meilleur méchant pour Joe Pesci

Rubans d'argent 1997 :
- Ruban d'argent du meilleur doubleur italien pour Gigi Proietti, doublant Robert De Niro
- Ruban d'argent de la meilleure direction artistique pour Dante Ferretti